# نيت سميث
نيت سميث (بالإنجليزية: Nate Smith)‏ هو لاعب كرة قاعدة أمريكي، ولد في 26 أبريل 1935 في شيكاغو في الولايات المتحدة.